# Blondie
Blondie je ameriška rock skupina, ustanovljena leta 1974 na pobudo pevke Debbie Harry in kitarista Crisa Steina. Skupina velja za pionirja zgodnje ameriške new wave in punk scene srednjih in poznih 70-ih let.
Skupina je bila komercialno neopažena vse do leta 1978, ko so izdali album Paralell Lines, ki je nekaj časa tudi vodil na ameriški glasbeni lestvici. Leta 2006 so skupino sprejeli v Hišo slavnih rock 'n' rolla. 
Do sedaj so prodali več kot 40 milijonov albumov. Njihove najbolj znane skladbe so »Heart Of Glass«, »Sunday Girl« in  »One Way or Another«.

## Člani
- Debborah Harry - pevka
- Chris Stein - kitarist
- Clemmet "Clem" Burke - bobni
- Leigh Foxx - bas kitara
- Paul Carbonara - bas kitara
- Jimmy Destri - klavir

## Diskografija
- Blondie (1976)
- Plastic Letters (1978)
- Parallel Lines (1978)
- Eat to the Beat (1979)
- Autoamerican (1980)
- The Hunter (1982)
- No Exit (1999)
- The Curse of Blondie (2003)
- Panic of Girls (2011)
- Ghosts of Download (2014)
- Pollinator (2017)